# BB&T Atlanta Open 2014
BB&T Atlanta Open 2014 byl tenisový turnaj pořádaný jako součást mužského okruhu ATP World Tour, který se hrál na otevřených dvorcích s tvrdým povrchem areálu Atlantic Station. Konal se mezi 19. až 27. červencem 2014 v americké Atlantě jako 27. ročník turnaje.
Jednalo se o otevírací událost mužské části US Open Series 2014. Turnaj s rozpočtem 647 675 dolarů patřil do kategorie ATP World Tour 250. Nejvýše nasazeným hráčem ve dvouhře a obhájcem titulu byl dvanáctý tenista světa John Isner ze Spojených států, který potvrdil roli favorita, a po finálové výhře nad Izraelcem Dudim Selou, turnaj opět vyhrál.

## Mužská dvouhra

### Nasazení
| Stát                             | Hráč              | ATP | Nasazení |
| -------------------------------- | ----------------- | --- | -------- |
| Spojené státy                    | John Isner        | 12. | 1.       |
| Jižní Afrika                     | Kevin Anderson    | 17. | 2.       |
| Francie                          | Gaël Monfils      | 23. | 3.       |
| Kanada                           | Vasek Pospisil    | 34. | 4.       |
| Česko                            | Radek Štěpánek    | 39  | 5        |
| Uzbekistán                       | Denis Istomin     | 40. | 6.       |
| Čínská Tchaj-pej                 | Lu Jan-sun        | 47. | 7.       |
| Austrálie                        | Marinko Matosevic | 52. | 8.       |
| Spojené státy                    | Sam Querrey       | 62. | 9.       |
| Žebříček ATP k 14. červenci 2014 |                   |     |          |

### Jiné formy účasti
Následující hráči obdrželi divokou kartu do hlavní soutěže:
- Robby Ginepri
- Ryan Harrison
- Nathan Pasha

Následující hráči postoupili z kvalifikace:
- Steven Diez
- Ilja Marčenko
- John-Patrick Smith
- Michael Venus
  -  Thiemo de Bakker
  -  Alex Kuznetsov
  -  Rajeev Ram

### Odhlášení
před zahájením turnaje
- Ivan Dodig
- Richard Gasquet
- Lleyton Hewitt
- Ivo Karlović (nevolnost)
- Bradley Klahn
- Gaël Monfils (poranění pravého kolena)
- Radek Štěpánek (poranění levých harmstringů)
- Dmitrij Tursunov

### Skrečování
- Ivo Karlović
- Michael Russell

## Mužská čtyřhra

### Nasazení
| Stát                                                                        | Hráč              | Stát               | Hráč               | ATP> | Nasazení |
| --------------------------------------------------------------------------- | ----------------- | ------------------ | ------------------ | ---- | -------- |
| Kanada                                                                      | Vasek Pospisil    | Spojené státy      | Jack Sock          | 64.  | 1.       |
| Mexiko                                                                      | Santiago González | Spojené státy      | Scott Lipsky       | 83.  | 2.       |
| Austrálie                                                                   | Chris Guccione    | Austrálie          | John-Patrick Smith | 130. | 3.       |
| Spojené království                                                          | Ken Skupski       | Spojené království | Neal Skupski       | 137. | 4.       |
| Žebříček ATP k 14. červenci 2014; číslo je součtem umístění obou členů páru |                   |                    |                    |      |          |

### Jiné formy účasti
Následující páry obdržely divokou kartu do hlavní soutěže:
- Robby Ginepri /  Ryan Harrison
- Korey Lovett /  Becker O'Shaughnessey

### Odhlášení
před zahájením turnaje
- Matthew Ebden

v průběhu turnaje
- Ryan Harrison (poranění nohy)

## Přehled finále

### Mužská dvouhra
- John Isner vs.  Dudi Sela, 6–3, 6–4

### Mužská čtyřhra
- Vasek Pospisil /  Jack Sock vs.  Steve Johnson /  Sam Querrey, 6–3, 5–7, [10–5]